# 戰祭
戰祭（又音译為瑪雅斯比），是鄒族的一項重要祭典。該祭典的舉辦目的是祈求戰神亞伐霏歐庇佑勇士，並藉以勉勵族人以其全部精神和生命保護全族的生命與精神。該祭典通常在鄒族的達邦及特富野部落輪流舉行，舉行時間大概在每年2月。在祭典中，族人將在部落會所及其廣場前祭拜天神和戰神。該祭典以吟唱迎神曲作為開始，並在三天二夜歌舞後，於最後一天午夜吟唱送神曲宣告結束。

## 過程
祭典當日，各氏族的參加勇士都會在清晨穿著傳統服飾上山採集「神花」石槲蘭。日出之後，勇士們會將石槲蘭植在男子集會所「庫巴」的入口左右及屋頂上，以表示歡迎天神降臨當地。接著，擔任主祭者的頭目會在族人準備就緒後率領勇士登上庫巴，並依循傳統禮儀將紅木槿的皮條分予勇士束在刀帶及手臂上，隨後再取下石槲蘭分予勇士插在傳統皮帽及其腰際。接下來，頭目會率領參與祭典的勇士們將庫巴內的炭火移到庫巴前廣場的中央，再抬來一頭幼豬並置於「神樹」雀榕前，由頭目與長老以矛將之刺死。眾人隨後將豬血敷抹於神樹的樹幹及樹葉上以供奉天神。接著，頭目會指派數名勇士爬上神樹並將其枝葉砍除，以讓天神降臨。在神樹的枝葉被清理完畢後，眾人會圍繞著神樹吟唱傳統祭歌「迎神曲」。
在進行「團結祭」、「男嬰初登聖所禮」、「成年禮」、「送神禮」等儀式後，頭目會帶領祭典參與者沿著通往各氏族住處的道路舉行「路祭」，以求平時交通平安順利。

## 特別規定
- 未經允許者不可擅入庫巴與祭屋[2]
- 在祭儀進行中不得隨意走動與談話[5]
- 在祭儀進行中不得放屁或打噴嚏[6]
- 按照傳統慣例，男性由正門進入家屋，女性由後門進入家屋[1]
- 儀式進行中嚴禁干擾，干擾者一律當場驅逐[6]

## 外部鏈結
- 阿里山鄒族戰祭Mayasvi-臺灣宗教文化地圖-臺灣宗教百景 （页面存档备份，存于）
- 國家指定重要民俗鄒族戰祭Mayasvi-活動訊息-嘉義縣文化觀光局 （页面存档备份，存于）
- 鄒族戰祭Mayasvi - 臺灣宗教百景全民票選活動網站 （页面存档备份，存于）
- 2016.2.15達邦鄒族戰祭（mayasvi）~1 - YouTube （页面存档备份，存于）
- 2012年特富野社Mayasvi全紀錄20120224 - YouTube （页面存档备份，存于）

## 外部連結

### 歌謠
- 魯夫都社鄒族戰祭歌謠Tohpungu （页面存档备份，存于），呂炳川錄製，臺灣音樂館典藏
- 魯夫都社鄒族戰祭歌謠Toiso （页面存档备份，存于），呂炳川錄製，臺灣音樂館典藏
- 魯夫都社鄒族戰祭歌謠Nakemo （页面存档备份，存于），呂炳川錄製，臺灣音樂館典藏
- 阿里山鄉達邦村鄒族戰祭迎神曲ehoi （页面存档备份，存于），呂炳川錄製，臺灣音樂館典藏
- 阿里山鄉達邦村鄒族戰祭送神曲eyao （页面存档备份，存于），呂炳川錄製，臺灣音樂館典藏
- 阿里山鄉達邦村特富野社鄒族戰祭祭歌Tohpunu （页面存档备份，存于），呂炳川錄製，臺灣音樂館典藏